# Naked But Not Dead
Naked but not dead är ett musikalbum av den amerikanske sångaren Mitch Ryder, utgivet 1980.

## Låtlista

### Sida 1
1. "Aint nobody white"
2. "Corporate song"
3. "War"
4. "Future looks brite"

### Sida 2
1. "I got mine"
2. "Spitting lizard"
3. "True love"
4. "I don't wanna hear it"
5. "Hometown"

### Musiker
- Mitch Ryder - sång
- Billy Csernits - keyboards
- Mark Gougeon, Tony Suehy - bas + flöjt
- Richard Schein, Joe Gutc, - gitarr
- Wilson Owens - trummor
- Wayne Wayne - saxofon
- Leonard Salano - dragspel